# 阿奇巴爾德·恩格爾巴赫
阿奇巴爾德·法蘭克·恩格爾巴赫（Archibald Frank Engelbach，1881年1月1日—1961年12月14日），是一名英格蘭羽球運動員。
在參加羽毛球比賽之前，阿奇巴爾德·恩格爾巴赫是學校體操冠軍。1920年，他以別名A. Fee參加了全英羽球錦標賽，並在男子雙打項目獲得冠軍（搭檔為勞爾·杜·羅弗瑞）。他隨後成為一名著名的羽球裁判，導致他未被邀請加入英格蘭隊。1930年，他與羽球運動員維爾蕾特·冒德·布萊德雷結婚，她是四次獲得溫布頓雙打冠軍賀伯特·布萊德雷的女兒。他於1961年12月在倫敦的家中去世，享年80歲。